# Francis Ledoux
Pour les articles homonymes, voir Ledoux.
Francis Ledoux, né le 10 juin 1906 à Sheffield (Angleterre) et mort le 10 juillet 1990 à Paris, est un homme de lettres et traducteur français. On lui doit les versions françaises de nombreuses œuvres littéraires anglo-saxonnes.

## Auteurs et œuvres traduites
Francis Ledoux a notamment traduit les auteurs et œuvres suivants :
- Charlotte Brontë
- Thubten Jigme Norbu, Colin Turnbull Le Tibet, traduit de l'américain, Stock, 1969
- Daniel Defoe : Heurs et Malheurs de la fameuse Moll Flanders (1979)
- Charles Dickens
- Henry Fielding : Histoire de Tom Jones, enfant trouvé
- Herman Melville : Taïpi (1952) ; Israël Potter, ou cinquante ans d’exil (1956)
- Edgar Allan Poe
- William Shakespeare
- J. R. R. Tolkien : Bilbo le Hobbit (1969), Le Seigneur des anneaux (1972-1973), Faërie (1974, contient Le Fermier Gilles de Ham, Feuille, de Niggle, Smith de Grand Wootton et Du conte de fées; voir Traductions du Seigneur des anneaux#Traductions françaises)
- Horace Walpole : Le Château d'Otrante (1964)
- Tennessee Williams

En 1972, sa traduction du premier tome du Seigneur des anneaux, réalisée pour l'éditeur français Christian Bourgois, obtient le prix du Meilleur Livre étranger.
En 2012, une nouvelle traduction du Hobbit est confiée à Daniel Lauzon en remplacement de celle réalisée en 1969 par Francis Ledoux, considérée par certains comme vieillie et peu accessible aux jeunes lecteurs.

## Liens familiaux
Francis Ledoux est le fils d'Edmond Ledoux et de Marie Villaret, qui eurent sept enfants. C'est le frère du diplomate Albert Ledoux et le petit-fils de l'industriel Charles Ledoux.